# Nationalpark Žemaitija
Der Nationalpark Žemaitija ist ein Nationalpark im Nordwesten Litauens, in der Region Niederlitauen (Žemaitija). Der Nationalpark wurde 1991 gegründet. Er nimmt eine Fläche von 21.720 ha ein. Es handelt sich hierbei um seenreiches Hügelland. 7 % der Fläche wird von Seen eingenommen, von denen der größte der Plateliai ist. Unter Schutz stehen 26 Seen, Kleingewässer und Flüsse, Moore und Auen. Es gibt eine streng geschützte Kernzone namens Plokštinė.